# Leopold Giese
Leopold Giese (* 6. Mai 1885 in Halle (Saale); † 24. Dezember 1968 in Berlin) war ein deutscher Kunsthistoriker.

## Leben
Leopold Giese ist der Sohn des Architekten Albert Giese, der gemeinsam mit seinem Bruder Ernst Heinrich Giese ein Architekturbüro in Halle betrieb und dort zahlreiche Bauten errichtete. 1904 legte Giese an der Lateinischen Hauptschule der Franckeschen Stiftungen in Halle die Reifeprüfung ab und studierte dann von 1904 bis 1910 Architektur an der Technischen Hochschule München und der Technischen Hochschule Charlottenburg. 1911 begann er seine Ingenieur-Dissertation Die Friedrichs-Werdersche Kirche zu Berlin und war vom 1. Oktober 1912 bis zum 31. März 1921 Wissenschaftlicher Assistent am Beuth-Schinkel-Museum in Charlottenburg. 1913 immatrikulierte sich Giese an der Friedrich-Wilhelms-Universität Berlin im Hauptfach Kunstgeschichte. 1917 promovierte er an der Technischen Hochschule Charlottenburg bei Richard Borrmann zum Doktoringenieur und wurde dort Assistent am Lehrstuhl für Kunstgeschichte.
Am 18. Dezember 1919 heiratete Giese die Kunsthistorikerin Charlotte Cohn-Arenhold, deren Großeltern zum Christentum konvertierte Juden waren. Die Eheleute blieben kinderlos.
1921 wurde Giese bei Adolph Goldschmidt an der Friedrich-Wilhelms-Universität Berlin mit dem Thema Die Mittelalterlichen Stadtkirchen Goslars zum Dr. phil. promoviert und war vom 1. April 1921 bis zum 30. November 1924 Wissenschaftlicher Hilfsarbeiter bei der preußischen Verwaltung der Schlösser und Gärten in Berlin für die Inventarisation des Charlottenburger Schlosses (Möbel und Kunstgegenstände). Währenddessen habilitierte Giese sich 1924 an der Friedrich-Wilhelms-Universität Berlin bei Adolph Goldschmidt mit der Schrift Lettnertypen in Deutschland während des 11., 12. und 13. Jahrhunderts. Als Privatdozent hielt Giese dann dort am 8. November 1924 seine Antrittsvorlesung über Platzanlage der Renaissance und des Barock und lehrte bis 1932 hauptsächlich auf dem Gebiet der Architektur am Kunsthistorischen Institut der Friedrich-Wilhelms-Universität Berlin.
Am 8. Juni 1932 wurde Giese zum nicht beamteten außerordentlichen Professor ernannt. Nachdem Giese 1933 zunächst nicht aufgefordert wurde, sich zum Erhalt seiner Stelle von seiner Frau zu trennen, verlor er am 17. Juni 1937 aufgrund § 18 der Reichshabilitationsordnung seine Lehrbefugnis zum 1. Oktober 1937, weil er „jüdisch versippt“ und die politische Einstellung der Ehefrau zu beanstanden sei. Seine Kollegen Wilhelm Pinder und Albert Erich Brinckmann empfahlen vergebens eine anderweitige Verwendung; intensive Versuche, eine berufliche Tätigkeit im Ausland zu finden, blieben trotz Empfehlungen vor allem von Adolph Goldschmidt erfolglos. Von 1942 bis Juli 1944 erhielt Giese eine bezahlte Mitarbeit an der „Gräberkartei Groß Berlin“, die im Auftrage der Stadt Berlin von Ernst von Harnack initiiert wurde, der mit den Ereignissen des 20. Juli verhaftet wurde. Bei der letzten Bombardierung von Berlin am 21. April 1945 wurden Wohnung und Bibliothek von Giese vernichtet, so dass seine Arbeiten nur rudimentär überliefert sind.
Am 29. Januar 1946 wurde auf Befehl des Oberbefehlshabers der Sowjetischen Militärverwaltung vom 8. Januar 1946 die Berliner Universität wieder eröffnet und Giese zugleich zum außerplanmäßigen Professor auf dem Lehrgebiet Allgemeine Kunstgeschichte und Baugeschichte ernannt. Am 1. Oktober 1951 wurde er zum Professor mit vollem Lehrauftrag berufen und zum 31. August 1953 emeritiert. Von 1953 bis 1957, als Institutsleiter Richard Hamann und Edgar Lehmann die Universität verließen, nahm Giese Lehraufträge an der Humboldt-Universität wahr.

## Schriften
- Die Friedrichs-Werdersche Kirche zu Berlin. (= Schinkel’s architektonisches Schaffen, Entwürfe und Ausführungen, Band 1) Berlin 1921. (Dissertation, 160 Seiten) (Rezension von Grisebach in: Jahrbuch für Kunstwissenschaft 1924, S. 342; der zweite Band „Das alte Museum“ ist nicht erschienen.)
- Die mittelalterlichen Stadtkirchen Goslars. (Auszug) In: Jahrbuch der Dissertationen der Philosophischen Fakultät Berlin 1920-21. Berlin 1923, S. 166 ff.
- Beitrag (ohne Titel?) in: Adolf Goldschmidt: Die Skulpturen von Freiberg und Wechselburg. (= Denkmäler der deutschen Kunst, Band 3. <oder: Sekt. 2, [Abt. 1, Bd. 1] >) Deutscher Verlag für Kunstwissenschaft / Cassirer (?), Berlin 1924. (47 Seiten)
- Der Werdersche Markt zur Zeit der alten Werderschen Kirche. In: Stadtbaukunst in alter und neuer Zeit, 6. Jahrgang 1925, S. 84 ff.
- Ludwig Persius als Architekt. In: Kunstchronik und Kunstmarkt, 35. Jahrgang 1925, S. 361–365.
- Artikel „Apsis, Apside“, „Arkade, Arkatur“, „Bettelordenskirchen“, „Blende“ in: Reallexikon zur deutschen Kunstgeschichte.